# Corneliusbrücke (München)

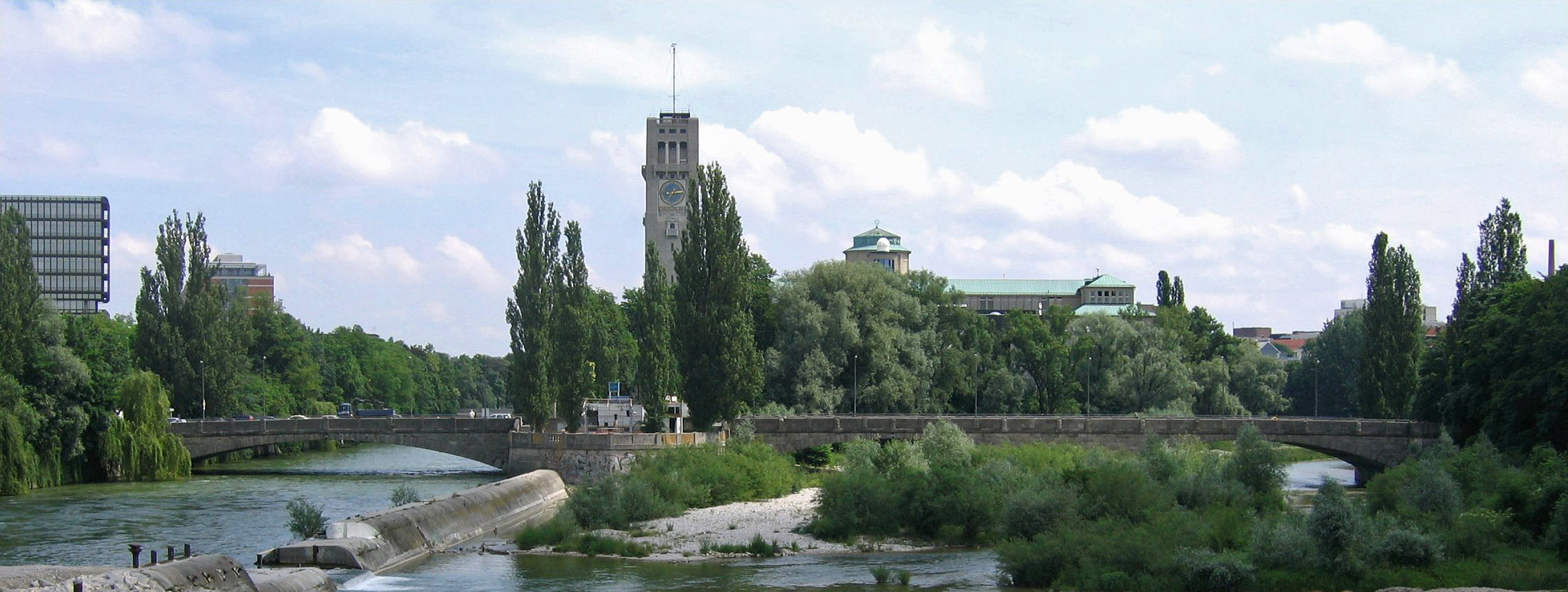
Corneliusbrücke, im Hintergrund das Deutsche Museum

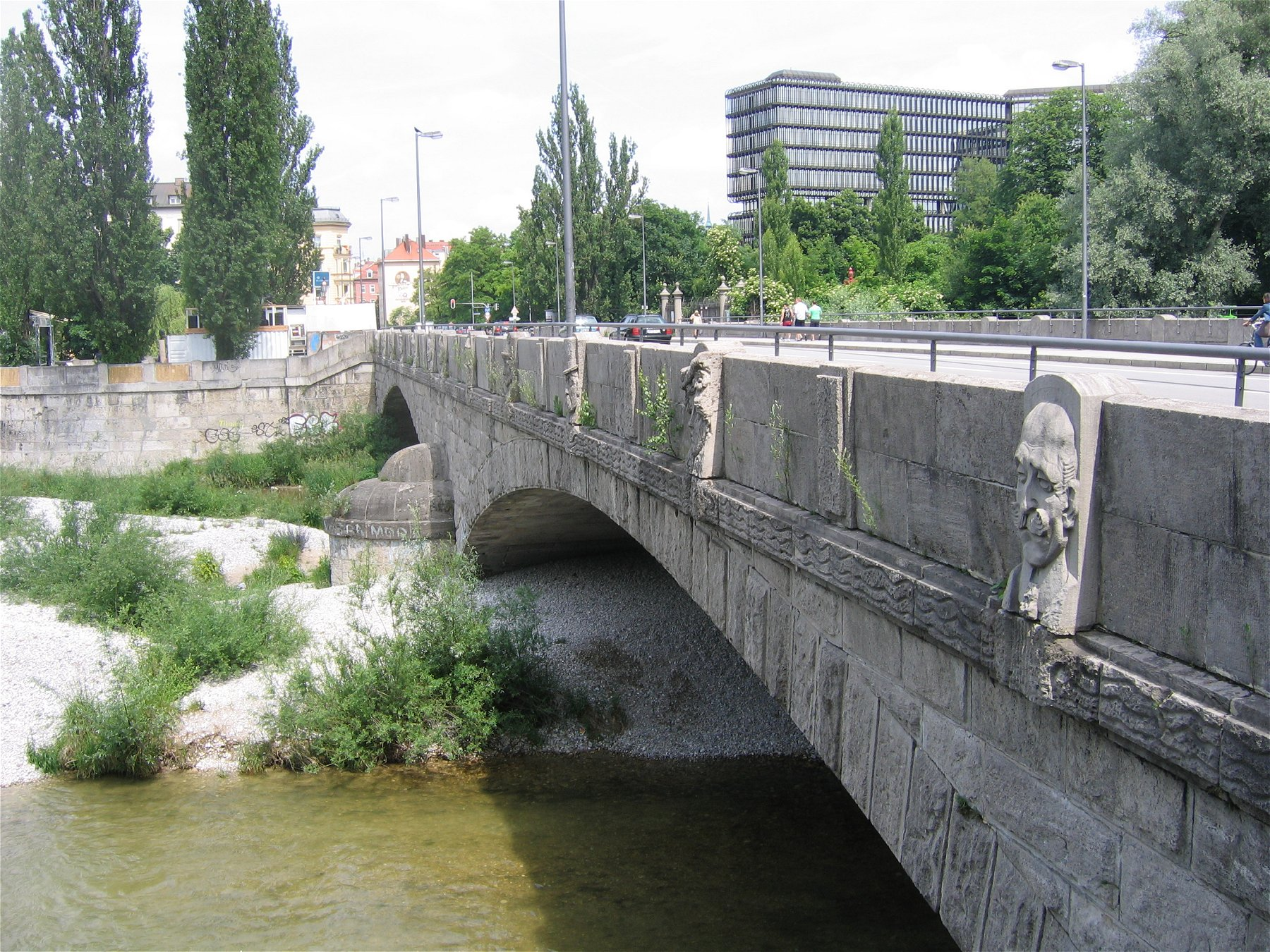
Corneliusbrücke, im Hintergrund das Europäische Patentamt

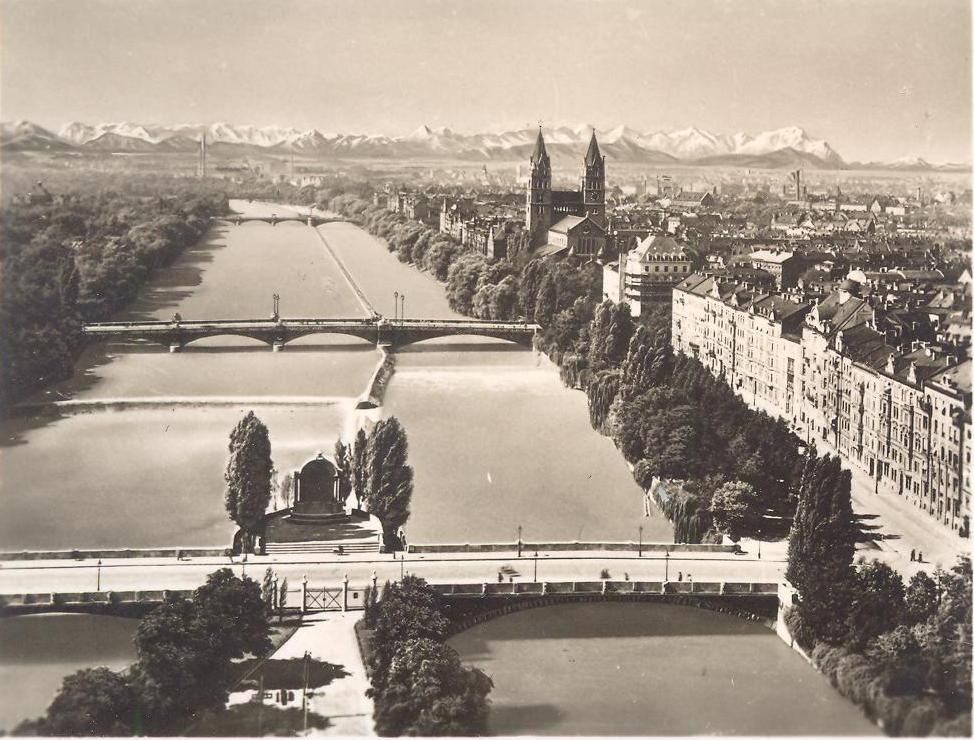
Corneliusbrücke mit König-Ludwig-Denkmal in der Mitte im Vordergrund, dahinter die Reichenbachbrücke und die Kirche St. Maximilian

Die Corneliusbrücke ist eine Bogenbrücke über die Isar in München, die 1903 zum einen nach dem Maler Peter von Cornelius (1783–1867) und zum anderen nach dessen Neffe, dem Komponisten und Dichter Peter Cornelius (1824–1874) benannt wurde. Sie verbindet in Fortsetzung der vom Gärtnerplatz kommenden Corneliusstraße die Isarvorstadt links der Isar mit der Au rechts der Isar. Die Brücke „berührt“ die Museumsinsel an ihrem südlichen Ende. Seit ein paar Jahren gibt es einen öffentlichen Zugang von der Brücke auf die Insel.
Seit 1910 befand sich auf der Westseite der Corneliusbrücke ein König-Ludwig-Denkmal, dessen Bronzefigur und Steinnische 1942 bzw. 1969 entfernt wurden. 2014 gründete sich eine Bürgerinitiative für den Wiederaufbau des Denkmals, der im Juli 2018 vom Stadtrat in vereinfachter Form als „romantische Ruine“ beschlossen wurde.

## Denkmalschutz
Die Corneliusbrücke steht unter Denkmalschutz und ist unter dem Aktenzeichen D-1-62-000-1119 in der Denkmalliste des Bayerischen Landesamtes für Denkmalpflege erfasst.
Zum Denkmal gehören unter demselben Aktenzeichen die Bronzebüste für Ludwig II. von Ferdinand Miller d.  J. (1910) und die vier Torpfeiler mit Kugeln als Zugang zum Bereich des Deutschen Museums.

## Geschichte und technische Daten
Die Corneliusbrücke gehörte zu dem von der Bauunternehmung Sager & Woerner angebotenen Brückenbauprogramm. Die Gestaltung der Brücke übernahm Friedrich von Thiersch, die Konstruktion und den Bau die Firma Sager & Woerner. Mit dem Bau wurde im Sommer 1902 begonnen. Ein Dreigelenkbogen aus Muschelkalksteinquadern mit einer lichten Weite von 44 Meter überspannt den Hauptarm der Isar. Der Nebenarm wird von zwei weiteren Dreigelenkbögen aus Beton mit einer lichten Weite von jeweils 38,5 Meter überbrückt, die mit Muschelkalksteinen verkleidet sind. Am 26. August 1902 brach während der Bauarbeiten der östliche der beiden kleineren Bögen kurz vor seiner Fertigstellung zusammen. Bei diesem Unglück gab es zwei Tote und zahlreiche verletzte Arbeiter. Die Verkehrsfreigabe am 6. Oktober 1903 erfolgte deshalb ohne Feierlichkeiten. Das Standbild Ludwigs II. auf dem Vorsprung zwischen dem großen und den beiden kleineren Brückenbogen wurde von Ferdinand von Miller gefertigt und erst am 19. Juni 1910 enthüllt.

## König-Ludwig-Denkmal
Zum Bau eines Denkmals für König Ludwig II. gründeten Münchner Bürger im Jahr 1899 einen Verein, dessen Schirmherrschaft Prinzregent Luitpold übernahm. Als die Zahl der Mitglieder und Spenden stieg, einigten sich der Verein und der Magistrat über den Standort auf der Corneliusbrücke, die damals der einzige Isarübergang ohne Skulpturenschmuck war. Zunächst schuf der Architekt Michael Dosch einen Entwurf für die rund 11 Meter hohe Steinnische, den der Stadtbaurat Hans Grässel überarbeitete. Dann stellte der Erzgießer Ferdinand von Miller die etwa 3,20 Meter hohe Bronzefigur her. Am 19. Juni 1910 enthüllte Prinzregent Luitpold schließlich das vollendete Denkmal.
Im Jahr 1942 wurde die Bronzefigur von den Nationalsozialisten entfernt und für Kriegszwecke bis auf den Kopf eingeschmolzen. Der Kopf wurde 1963 im Nationaltheater aufgestellt, die Steinnische auf der Corneliusbrücke 1969 jedoch abgebaut und im Steinlager der Stadt deponiert. 2013 wurden dort rund 470 Einzelteile der Steinnische wiederentdeckt, die einem Anteil von etwa 97 Prozent des Gesamtdenkmals entsprechen. Ein Jahr später entstand eine Bürgerinitiative für den Wiederaufbau des Denkmals, der im Juli 2018 vom Stadtrat in vereinfachter Form als „romantische Ruine“ beschlossen wurde.

## Literatur

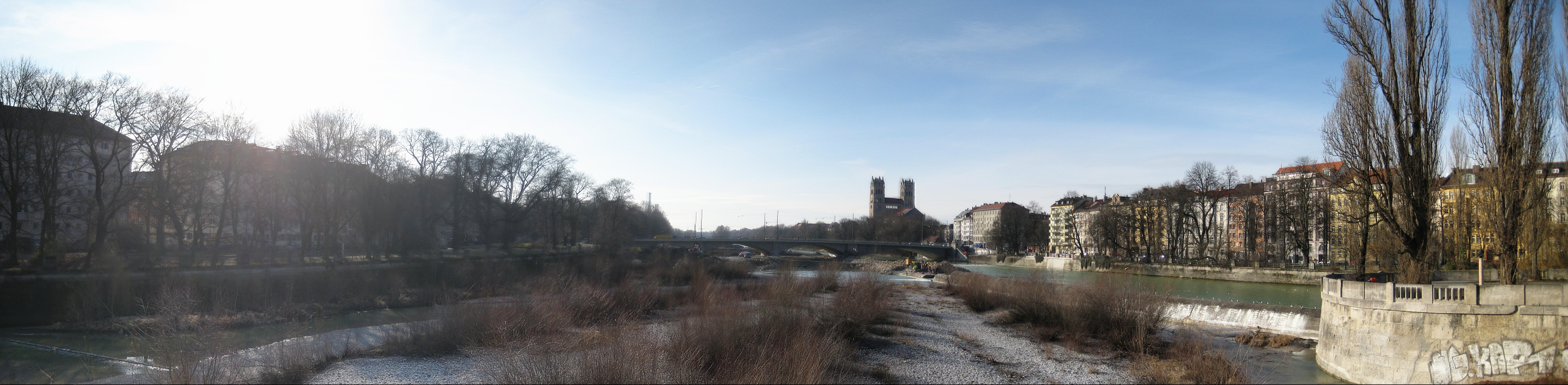
Isarpanorama von der Corneliusbrücke